# 方炳文
方炳文（1903年—1944年8月26 日），男，安徽歙县人，中国鱼类学研究先驱，在鱼类形态结构学、分类系统学研究方面多有创见。曾任国立中央研究院自然历史博物馆动物组技师，从事动物学研究。1938年接受法国自然历史博物馆聘请，去巴黎从事鱼类研究。1944年8月26日晚，在巴黎空袭中罹难。

## 发现或命名的动物新属、新种
- 华吸鳅属，1930
  - 刺臀华吸鳅, 1930
  - 四川华吸鳅, 1930
  - 下司华吸鳅, 1931
  - 窑滩间吸鳅, 1935
- 短身鰍鮀, 1931
- 拟平鳅属，1935
- 黄河高原鳅, 1935
- 小鳔高原鳅, 1935
- 平舟原缨口鳅, 1935
- 金线鲃属, 1936[A]
  - 抚仙金线鲃
- 細鱗裂腹魚, 1936
- 胡鮈，1938
- 霍氏瘋鱨, 1940
- 倫氏擬鱨, 1940
- 安氏高原鳅, 1941
- 張氏鰶, 1942
- 贵州疣螈, 1932 [A]

1. 1 2  列入国家重点保护野生动物名录（2021年版）二级保护